# Пызин, Владимир Отарович
Влади́мир Ота́рович Пы́зин (род. 25 апреля 1994 года, Брянск, Брянская область, Россия) — российский следж-хоккеист. Нападающий сборной России по следж-хоккею. Серебряный призёр 2016, 2020, 2021. Чемпион России 2017, 2018, 2019, 2022, 2024. Выступает за ханты-мансийский клуб «Югра».

## Биография
Родился в г. Брянск. Учился в Брянской гимназии №1. В 2012 году поступил в академию ФСО России в г. Орел. В 2014 году во время зимнего отпуска попал в дтп в результате которого остался без ноги. В 2015 году начинает спортивную карьеру в СХК Югра. 24 июня 2017 г. закончил Брянский государственный технический университет по специальности энергетическое машиностроение.

## Семья
- Мать — Пызина Татьяна Владимировна (род. 1958).
- Отец — Пызин Отар Владимирович (1947—2023).
- Жена (с 27 июня 2018 года) — Мандрик Алина Александровна (род. 1995).

## Спортивные достижения
2016 год:
- 1 место  в составе СХК «Югра» – международный турнир «Кубок Югры», г. Ханты-Мансийск;
- 1 место в составе СХК «Югра» – I этап чемпионата России (сезон 2016-2017), г. Алексин, Тульская область;
- 2 место в составе СХК «Югра» – II этап чемпионата России (сезон 2015-2016), г. Сочи.

2017 год:
- 1 место в составе СХК «Югра» – международные соревнования по следж-хоккею «Кубок Югры», г. Ханты-Мансийск.
- 1 место в составе СХК «Югра» – II этап чемпионата России (сезон 2016-2017), г. Алексин.

2018 год: 
- 2 место в составе СХК «Югра» – Международные соревнования по следж-хоккею, г. Ханты-Мансийск;
- 2 место в составе СХК «Югра» – I этап чемпионат России по следж-хоккею, г. Алексин;
- 1 место в составе СХК «Югра» – чемпионат России по следж-хоккею, г. Пересвет;
- 1 место в составе СХК «Югра» – турнир в рамках Открытых Всероссийских спортивных соревнований по видам спорта, включенным в программу XII Паралимпийских зимних игр 2018 года в г. Пхенчхан (Республика Корея), г. Пересвет, Московская область.

2019 год:
- 1 место в составе СХК «Югра» - II круг (финал) чемпионата России (сезон 2018-2019), г. Алексин;
- 1 место в составе СХК «Югра» - I круг чемпионата России (сезон 2019-2020), г. Алексин.

2020 год:
- 2 место в составе СХК «Югра» – II круг (финал) чемпионат России по следж-хоккею (сезон 2019-2020), г. Алексин;
- 1 место в составе СХК "Югра" – Международные соревнования по следж-хоккею "Кубок Югры", г. Ханты-Мансийск.

2021 год:
- 2 место в составе СХК «Югра» – II круг чемпионат России по следж-хоккею (сезон 2020-2021), г. Оренбург;
- 2 место в составе СХК «Югра» – III круг (финал) чемпионат России по следж-хоккею (сезон 2020-2021), г. Алексин;
- 3 место в составе СХК «Югра» – I круг чемпионат России по следж-хоккею (сезон 2021-2022), г. Ижевск;
- 2 место в составе СХК «Югра» – II круг чемпионат России по следж-хоккею (сезон 2021-2022), г. Ханты-Мансийск.

2022 год: 
- 1 место в составе СХК «Югра» – III круг (финал) чемпионат России по следж-хоккею (сезон 2021-2022), г. Алексин.

2023 год: 
- 2 место в составе команды «Россия 2» - международные соревнования по спорту лиц с поражением ОДА «хоккей-следж», пгт. Сириус;
- 1 место в составе СХК «Югра» – I круг чемпионат России по следж-хоккею (сезон 2023-2024), г. Ижевск.

2024 год:
- 1 место в составе СХК «Югра» – III круг (финал) чемпионат России по следж-хоккею (сезон 2023-2024), г. Ханты-Мансийск.